# 乔纳金苹果

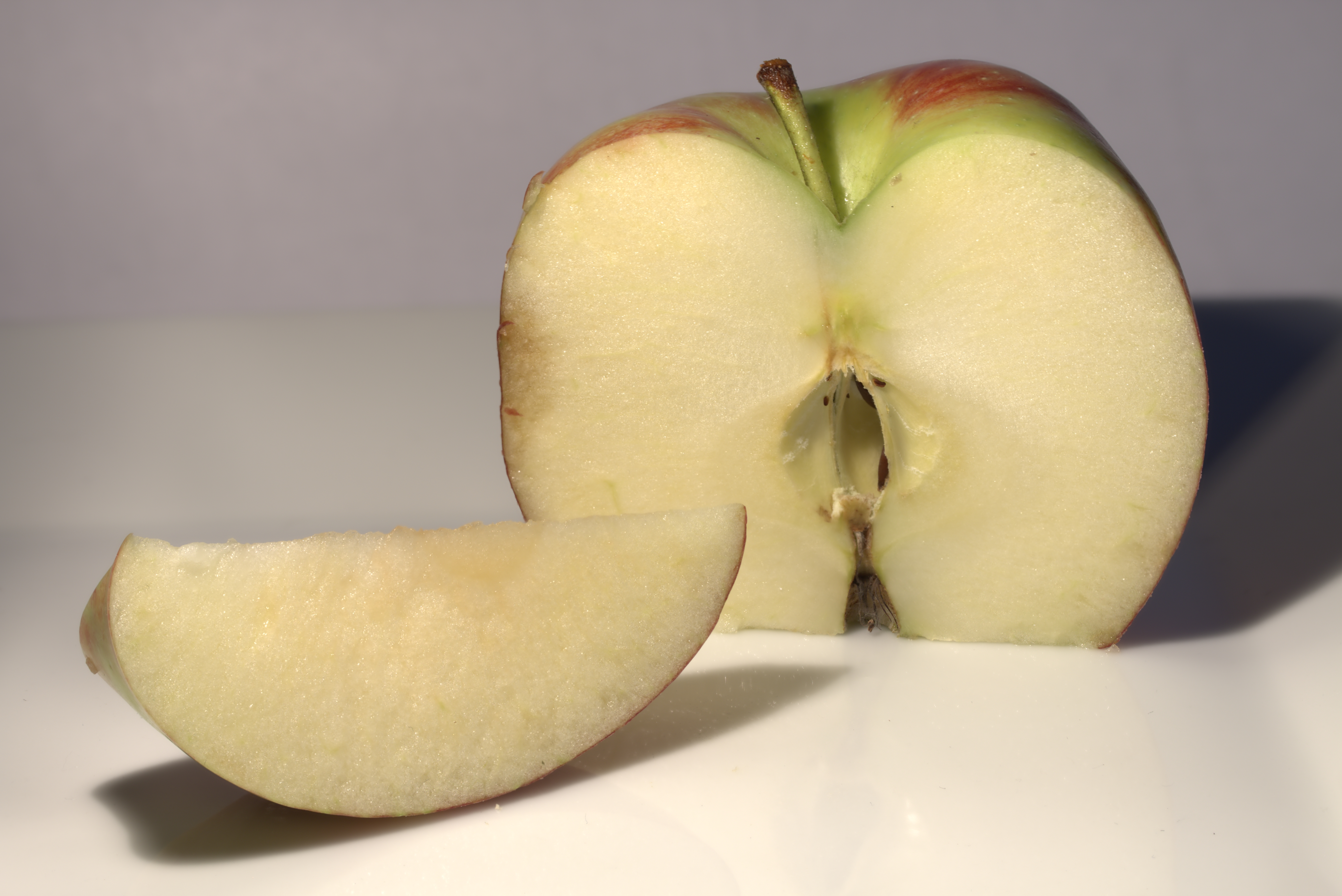
切开的乔纳金

乔纳金（英語：Jonagold）是1953年美国纽约州农业试验场（康奈尔大学农业生命科学学院）将金冠的口感和紅玉的色味相杂交开发出来的苹果栽培品种。

## 外部連結
- ジョナゴールド （页面存档备份，存于）
- ,   [2023-01-03], （原始内容存档于2023-01-03）